# Endometrosis
La endometrosis es un síndrome degenerativo crónico del revestimiento del útero (el endometrio) en las yeguas. No hay síntomas evidentes y la causa también se desconoce, pero la gravedad de la endometriosis aumenta en paralelo con la edad y el número de embarazos de la yegua. La endometriosis se diagnostica mediante el examen histológico de una biopsia endometrial, que muestra deterioro de los vasos sanguíneos en el endometrio y fibrosis del tejido, junto con el desarrollo de quistes endometriales. La clasificación más común para la endometrosis en yeguas fue publicada por KENNY u. DOIG (1986) y modificado por SCHOON et al. (1992). Los diferentes grados de endometriosis se dividen en estadio I, IIA, IIB y III. Estos cambios causan subfertilidad; en las yeguas preñadas, los cambios en el endometrio pueden hacer que la placenta falle y provoque un aborto espontáneo del potro. Los potros que nacen a término pueden estar subdesarrollados (prematuros). No se conoce ningún tratamiento eficaz. Dado que las causas de la endometriosis no están determinadas, no se sabe mucho sobre cómo prevenirla.
La etimología de endometriosis proviene del griego endos (adentro), metra (matriz) y -osis (enfermedad). Este término fue adoptado en 1992; antes de eso, la endometriosis era conocida con distintos términos como endometritis degenerativa crónica, fibrosis endometrial o enfermedad endometrial crónica.

## Síntomas y ocurrencia
No hay síntomas concretos, pero son sospechosas las yeguas con baja infertilidad o muertes embrionarias. La endometriosis ocurre con más frecuencia en yeguas mayores o en yeguas que han parido al menos dos veces, pero generalmente pueden verse afectadas todas las edades. Sin embargo, no parece haber relación entre la aparición o el grado de endometriosis y el número de partos anteriores. Además, los cambios estacionales y cíclicos naturales en el endometrio parecen no afectar la enfermedad.
Las causas de la endometriosis aún no están resueltas. La mayoría de las veces, la endometriosis coexiste con la endometritis, lo que puede activar las células del estroma fibrótico peri glandular, pero no se ha comprobado. La fibrosis peri glandular endometrial son las anormalidades más comunes que ocurren en yeguas con endometriosis. Cuando las células del estroma endometrial peri glandular se ven y funcionan de manera atípica, es un primer signo de endometriosis. Las yeguas que sufren de endometriosis parecen ser incapaces de producir suficiente histótrofo, lo que conduce a la pérdida embrionaria del potro.

## Clasificación
El grado de fibrosis endometrial se clasifica mediante diferentes sistemas basados en el examen histopatológico. La más común es la clasificación de KENNY u. DOIG (1986) que fue modificado por SCHOON et al. (1992). La clasificación se divide en tres o más bien cuatro etapas (I,IIA,IIB,III) que consideran cambios endometriales degenerativos en función del grado de fibrosis, alteración glandular y nidos glandulares con o sin fibrosis peri glandular y atrofia glandular. La estadificación está influenciada por diferentes factores, como la toma de una biopsia durante o no durante la época de reproducción o el examen histopatológico después del tratamiento contra la endometritis que ocurre la mayor parte del tiempo.

### Etapas
La siguiente tabla muestra las diferentes etapas de endometriosis que clasifica KENNY u. DOIG (1986) y modificado por SCHOON et al. (1992).
| Categoría | Grado    | Vista histopatológica | Tasa de parto esperada |
| I         | muy bajo | - el endometrio no se altera - focos aislados de fibrosis e inflamación | 80-90%                 |
| IIA       | bajo     | - inflamación difusa - fibrosis periglandular baja y pequeños nidos fibróticos (<2 focos) - atrofia parcial al final de la temporada de reproducción - lagunas linfáticas                  | 50-80%                 |
| IIB       | moderado | - categoría IIA - inflamación focal - fibrosis periglandular diseminada y nidos fibróticos (2-5 focos) - cambios linfáticos generalizados                                                  | 10-50%                 |
| tercero   | alto     | - categoría IIB - inflamación focal alta - fibrosis periglandular muy diseminada y nidos fibróticos (>4 focos) - atrofia durante la temporada de reproducción - lagunas linfáticas severas | <10%                   |

## Diagnóstico
La endometriosis se diagnostica con mayor frecuencia en yeguas estériles. Para el procedimiento de diagnóstico, se realiza una biopsia del endometrio de las yeguas para examinar los cambios en el endometrio bajo el microscopio. Por lo tanto, se extrae un pequeño trozo de tejido del endometrio de la yegua, que se somete a histopatología convencional. La única complicación para la biopsia endometrial es el embarazo.

## Tratamiento
Dado que los cambios en el endometrio se consideran irreversibles, no existe un tratamiento eficiente disponible. Pero para evitar la infección se aplican antibióticos en el útero

## Prevención y Pronóstico
Dado que las causas de la endometrosis no están confirmadas, no se tiene mucho conocimiento sobre cómo prevenirla. Pero un buen manejo de la cría parece importante para disminuir la posibilidad de que las yeguas desarrollen endometriosis. La endometriosis es más común en yeguas que se han utilizado irregularmente para la reproducción. Además, la estricta supervisión veterinaria aumenta significativamente las tasas de parto de las yeguas. Como la endometrosis es una enfermedad crónica, la yegua permanecerá infértil y el potro puede estar subdesarrollado.